# ويليام كونيل (سياسي)
ويليام كونيل (بالإنجليزية: William Connell)‏ هو سياسي أمريكي، ولد في 10 سبتمبر 1827 في كندا، وتوفي في 21 مارس 1909 في سكرانتون في الولايات المتحدة. حزبياً، نشط في الحزب الجمهوري. وقد انتخب عضو مجلس النواب الأمريكي.